# Iji
Iji é um jogo eletrônico freeware com elementos de plataforma e tiro, desenvolvido por Daniel Remar utilizando o Game Maker (versão 5.3 a) durante um período de quatro anos. Ele foi lançado em 1 de setembro de 2008 com cinco versões subsequentes que corrigiram bugs e possuem funcionalidades adicionais, com sua versão mais recente (1.8) lançada em 11 de Julho de 2021. No jogo, o jogador controla Iji Kataiser, uma jovem mulher reforçada com nanotecnologia, navegando em um centro de pesquisa, na sequência de uma invasão de Tasen, uma espécie alienígena. Acordando depois de um bombardeio aéreo, Iji encontra-se melhorada com a nanotecnologia e a aprendizagem da Tasen e a sua invasão, e resolve convencer o líder dos alienígenas a se retirar do planeta, guiado por seu irmão Dan, através do complexo sistema de alto-falante.
O jogo foi bem recebido após seu lançamento. Reviews elogiaram a rejogabilidade, a capacidade do jogador de guiar Iji em diferentes caminhos, e por ser desenvolvido por uma única pessoa. O jogo ganhou muita popularidade após ser lançado.

## Jogabilidade
Iji é descrito por Remar como System Shock 2 em 2D. Os jogadores controlam a personagem principal, Iji, uma mulher humana, que tem sido reforçada com a nanotecnologia na sequência da invasão da Terra por uma espécie alienígena conhecida como Tasen. Iji deve navegar em uma estação de pesquisa ao ser guiada por seu irmão Dan, que se comunica através da estação de alto-falante do sistema, a fim de convencer o líder dos alienígenas a se retirar do planeta. Embora o enredo do jogo é linear, interações com personagens não-jogáveis (NPCs) mudam de acordo com as ações do jogador, levando a um dos vários finais. O jogador principal escolhe entre seguir o objetivo de Iji como uma pacifista, ou envolver-se em violência contra a ameaça alienígena.
O campo de energia nanotecnológico da Iji funciona como um escudo, e os jogadores começam o jogo armado com uma espingarda. Sete novas armas podem ser coletadas durante todo o jogo, incluindo uma metralhadora, um lançador de foguetes e tecnologia alienígena, como a arma Shocksplinter. Oito armas adicionais podem ser destravadas, combinando o padrão de armas de fogo usando uma combinação de estação, dependendo de sua capacidade. Nanofields azuis que funcionam como experiência podem ser coletados durante o jogo. Quando um número suficiente é coletado, Iji ganha um nível. Cada nível que ela ganha permite que o jogador utilize um upgrade para aumentar uma das sete competências de Iji em um nível. Estas habilidades incluem características físicas, tais como força e saúde, bem como habilidades, tais como combate à curta distância e crackeamento de computador. A capacidade de salto e as armaduras de Iji podem ser aprimoradas duas vezes de cada uma durante o jogo, se os jogadores encontrarem seus power-ups.

## Enredo
O jogador controla Iji, que em cenas de abertura acompanha sua irmã Mia em torno de uma instalação de ciência feita por seu pai. Ela percebe o movimento das nuvens, e de repente o céu é iluminado por raios de luz. Quando o jogo recomeça, meses mais tarde, Iji desperta e descobre que ela tinha sido modificada por uma equipe de pesquisadores usando nanotecnologia alienígena, tornando-a um soldado ciborgue. Através de um alto-falante, seu irmão Dan explica que a área foi atingida por uma arma espaço-terra chamada de "Alpha Strike" exercida por alienígenas chamados "Tasen". Esta invasão terrestre matou quase todos os seres humanos na instalação, incluindo o seu pai e sua irmã. Dan aconselha Iji a tentar convencer o líder Tasen "Elite", conhecido como Krotera, a sair do local.

## Desenvolvimento
O desenvolvimento de Iji começou em 2004, depois que Daniel Remar aprendeu sobre e começou a usar o Game Maker. Remar afirmou que o nome "Iji" não tem nenhum significado especial, mas que o caráter e o nome da personagem é uma combinação de seus personagens anteriores, e que ele queria que os nomes dos personagens principais fossem "curtos e facilmente reconhecíveis".
A trilha sonora de Iji é creditado no manual do jogo à Chris Geehan e Dan Byrne McCullough, com música adicional de Tom Mauritzon, Captain Goodnight, e LifeForce.

## Recepção
Iji recebeu respostas positivas em sua maior parte. L.B. Jeffries do website PopMatters declarou que a escolha do jogador para orientar Iji ao final do jogo tanto como uma pacifista ou uma agressora, juntamente com os resultados desses caminhos, define Iji um jogo diferente de outros. Greg Costikyan do website Play This Thing descreveu o jogo como "... Um bom e nostálgico jogo, de um gênero que você não ver muitas vezes ...", e ficou impressionado que o jogo foi criado por um único desenvolvedor usando Game Maker.
Anthony Burch do website Destructoid não foi tão positivo, destacando as limitações do jogo em termos de capacidades. Investir pontos em combate corpo-a-corpo, por exemplo, não aumenta danos causados por um ataque bem sucedido, mas, em vez determina quais tipos de inimigos podem ser atacados fisicamente.
 Iji foi classificado "number one" na competição Free Indie of the Year 2008 de Bytejacker.